# Sarıgüzel, Onikişubat
Sarıgüzel là một xã thuộc huyện Onikişubat, tỉnh Kahramanmaraş, Thổ Nhĩ Kỳ. Dân số thời điểm năm 2010 là 1.361 người.